# Heiner Koch
Heiner Koch, né le 13 juin 1954 à Düsseldorf (Rhénanie-du-Nord-Westphalie, Allemagne), est un prélat catholique allemand, archevêque de Berlin depuis 2015.

## Principaux ministères
Heiner Koch grandit à Düsseldorf et devient acolyte. Après des études au Gymnasium de Düsseldorf, il étudie la théologie catholique et la philosophie à l'université de Bonn et obtient un doctorat en théologie. Il est membre de l'ordre souverain de Malte.
Le 13 juin 1980, jour de son 26e anniversaire, il est ordonné prêtre à Cologne. À la fin de l'année 1983, il est nommé chapelain de Saint-Martin à Kaarst. Au cours des six années suivantes, il fait de la jeunesse sa spécialité. Il devient d'abord pasteur pour la jeunesse et membre de l'association « Bund der Deutschen Katholischen Jugend » de Neuss. À partir du 1er avril 1984, le P. Koch travaille comme aumônier universitaire à l'Université de Düsseldorf ainsi qu'à l'école secondaire de cette même ville.
En 1989, il est nommé à la tête du ministère de la pastorale des adultes de Cologne. En octobre 2002, il est nommé vicaire général adjoint.
De 1989 à août 2006, Koch est également recteur de l'église de l'Assomption de Cologne. Entre 1993 et 1998, il est subsidiaire de la cathédrale de Cologne, et, depuis le 1er août 1998, il est membre du chapitre métropolitain de Cologne.
Le 19 septembre 1993, le pape Jean-Paul II le nomme aumônier de Sa Sainteté, puis, le 10 février 1996, il le nomme prélat pontifical d'honneur.
En 2005, il est chargé, par le gouvernement, de l'organisation des Journées mondiales de la jeunesse.

## Épiscopat
Le 17 mars 2006, le pape Benoît XVI le nomme évêque titulaire de Ros Cré (de) et évêque auxiliaire de Cologne. Le 7 mai 2006, Heiner Koch est consacré évêque par le cardinal Joachim Meisner, en la cathédrale de Cologne ; ses co-consécrateurs sont alors Mgrs Manfred Melzer et Rainer Maria Woelki. Mgr Heiner Koch est vicaire épiscopal pour le district sud du diocèse de Cologne, il est ainsi responsable de plus de 600 000 catholiques.
Le 18 janvier 2013, il est nommé évêque de Dresde-Meissen par le pape Benoît XVI. Le 16 mars suivant, son intronisation est célébrée par le cardinal Rainer Woelki dans la cathédrale de Dresde.
Le 8 juin 2015, le pape François le nomme archevêque de Berlin succédant ainsi au cardinal Rainer Woelki transféré à Cologne. Au sein de la Conférence épiscopale allemande, il est également responsable de la commission « Mariage et famille ».